# Joseph Altman
Joseph Altman (7 de octubre de 1925-19 de abril de 2016)  fue un biólogo estadounidense que trabajó en el campo de la neurobiología y que descubrió la generación de nuevas neuronas en la edad adulta, proceso conocido como neurogénesis adulta.

## Biografía
Nacido en Hungría en una familia judía, sobrevivió al holocausto y emigró junto a su familia a través de Alemania y Australia a los Estados Unidos. En estos países buscó empleo como librero y aprovechó la oportunidad para aprender leyendo libros sobre psicología, comportamiento humano, psicoanálisis y estructura del encéfalo humano. En Nueva York se casó con su primera mujer Elizabeth Altman y se graduó en psicología. Terminó sus estudios de doctorado en 1959 en el laboratorio de Hans-Lukas Teuber de la Universidad de Nueva York. A partir de entonces su carrera científica comenzó como becario postdoctoral en la Universidad de Columbia, posteriormente en el Instituto Tecnológico de Massachusetts  (MIT) y finalmente en la Universidad de Purdue donde se jubiló. Durante su carrera colaboró estrechamente con su segunda mujer Shirley A. Bayer. Desde principios de la década de los 60 hasta 2016 publicó una gran cantidad de artículos en revistas científicas, libros y monografías enfatizando en los procesos de desarrollo del encéfalo y su función.

## Descubrimiento de la neurogénesis adulta
En la década de los años 60, siendo investigador del Instituto Tecnológico de Massachusetts de Estados Unidos, descubrió la capacidad de creación de nuevas células en seres adultos, descartando que este proceso desapareciera tras el nacimiento. Como investigador independiente del MIT sus resultados fueron ignorados en favor de las evidencias de Pasko Rakic que afirmaban que la neurogénesis se limitaba al periodo prenatal. En 1999 el paradigma cambió cuando Elizabeth Gould  observó también la generación de nuevas neuronas en primates abriendo uno de los campos de investigación más activos en la neurociencia. Las nuevas neuronas se incorporan tanto en el hipocampo, en los bulbos olfatorios como en el cuerpo estriado.

## Premios
- 2011 Premio príncipe de Asturias de Investigación Científica y Técnica junto a Arturo Álvarez-Buylla y Giacomo Rizzolatti.[7]
- 2012 Premio internacional de biología